# Eleição municipal de Itacoatiara em 2012
A eleição municipal da cidade brasileira de Itacoatiara em 2012 ocorreu no dia 07 de outubro de 2012, como parte do conjunto de eleições municipais no Brasil que ocorreram no mesmo ano. Na ocasião, foram eleitos um prefeito, vice-prefeito e 15 vereadores para a Câmara Municipal da cidade.
A campanha eleitoral contou com a participação de 4 candidatos a prefeito. O prefeito em exercício, Antônio Peixoto, do PT, concorreu a reeleição. O primeiro turno foi realizado em 07 de outubro de 2012. Mamoud Amed, candidato pelo PSD, foi eleito com 15.419 votos (33,83% dos votos válidos), seguido de Antônio Peixoto, do PT, que obteve 14.913 votos (32,72%). Esta foi a quinta vez que Mamoud Amed foi eleito prefeito de Itacoatiara.
Na Câmara dos Vereadores, 198 candidatos concorreram ao pleito e 15 foram eleitos. Dentre os vereadores eleitos, 5 foram reeleitos. O PT foi o partido que conquistou o maior número de assentos, com 3 eleitos. Dr. Marconde foi o candidato mais votado, recebendo 1.613 votos (3,73% dos votos validos).  Os candidatos eleitos tomaram posse em 1 de janeiro de 2013 para exercerem um mandato de quatro anos.

## Candidaturas para a prefeitura
| Nº      | Prefeito(a)  | Prefeito(a)                                        | Prefeito(a)       | Vice-prefeito(a) | Vice-prefeito(a) | Vice-prefeito(a)                               | Vice-prefeito(a)  | Coligação Partido(s)                                              |
| Nº      | Candidato(a) | Candidato(a)                                       | Partido Federação | Candidato(a)     | Candidato(a)     | Candidato(a)                                   | Partido Federação | Coligação Partido(s)                                              |
| ------- | ------------ | -------------------------------------------------- | ----------------- | ---------------- | ---------------- | ---------------------------------------------- | ----------------- | ----------------------------------------------------------------- |
| 13      |              | Antônio Peixoto Antonio Peixoto De Oliveira        | PT                |                  |                  | Jean Neder Jean Neder Martiniano Barbosa       | PT                | Unidos Para Itacoatiara Continuar Renovando PT PSDC PMN PTC PTdoB |
| 15      |              | Nelson Azêdo Nelson Raimundo De Oliveira Azêdo     | PMDB              |                  |                  | Donmarques Donmarques Anveres De Mendonça      | PMDB              | Alianca Com O Povo PDT PMDB PR PPS DEM PRTB PHS PSB PSDB PPL      |
| 55      |              | Mamoud Amed Mamoud Amed Filho                      | PSD               |                  |                  | Jhoselito Jhoselito Barbosa Aristóteles        | PSD               | O Povo Em Primeiro Lugar PRB PP PTB PSL PCB PV PRP PSD            |
| 65      |              | Elenize Holanda Elenize Holanda De Almeida Weiller | PCdoB             |                  |                  | Francisco Oliveira Francisco Gomes De Oliveira | PCdoB             | Renovação e Respeito Por Itacoatiara PTN PSC PCdoB                |
| Fontes: |              |                                                    |                   |                  |                  |                                                |                   |                                                                   |

## Resultados da eleição

### Prefeito
| Candidato(a) a prefeito  | Candidato(a) a prefeito  | Candidato(a) a vice-prefeito | Primeiro turno 07 de outubro de 2012 | Primeiro turno 07 de outubro de 2012 |
| Candidato(a) a prefeito  | Candidato(a) a prefeito  | Candidato(a) a vice-prefeito | Total                                | Percentagem                          |
| ------------------------ | ------------------------ | ---------------------------- | ------------------------------------ | ------------------------------------ |
|                          | Mamoud Amed (PSD)        | Jhoselito (PSD)              | 15.419                               | 33,83%                               |
|                          | Peixoto (PT)             | Jean Neder (PT)              | 14.913                               | 32,72%                               |
|                          | Nelson Azêdo (PMDB)      | Donmarques (PMDB)            | 10.887                               | 23,89%                               |
|                          | Elenize Holanda (PCdoB)  | Francisco Oliveira (PCdoB)   | 4.354                                | 9,55%                                |
| Total de votos válidos   | Total de votos válidos   | Total de votos válidos       | 45.573                               | 45.573                               |
| Votos apurados           |                          |                              |                                      |                                      |
| Votos válidos            | Votos válidos            | Votos válidos                | 45.573                               | 95,84%                               |
| Votos em branco          | Votos em branco          | Votos em branco              | 432                                  | 0,91%                                |
| Votos nulos              | Votos nulos              | Votos nulos                  | 1.544                                | 3,25%                                |
| Total de votos apurados  | Total de votos apurados  | Total de votos apurados      | 47.549                               | 47.549                               |
| Eleitores                |                          |                              |                                      |                                      |
| Comparecimentos          | Comparecimentos          | Comparecimentos              | 47.549                               | 79,1%                                |
| Abstenções               | Abstenções               | Abstenções                   | 12.561                               | 20,9%                                |
| Total de eleitores aptos | Total de eleitores aptos | Total de eleitores aptos     | 60.110                               | 60.110                               |
| Total de seções: 186     |                          |                              |                                      |                                      |
| Fontes:                  |                          |                              |                                      |                                      |

### Composição da Câmara Municipal
|                          |                          |                 |                 |          |         |
| Nº                       | Partido                  | Votos populares | Votos populares | Assentos | ±       |
| Nº                       | Partido                  | Votos           | %               | Assentos | ±       |
| 13                       | PT                       | 7.388           | 15,85%          | 3        | 2       |
| 10                       | PRB                      | 5.986           | 12,84%          | 2        | 2       |
| 55                       | PSD                      | 3.645           | 7,82%           | 2        | 2       |
| 22                       | PR                       | 3.234           | 6,94%           | 2        | Estável |
| 12                       | PDT                      | 4.430           | 9,5%            | 1        | 1       |
| 23                       | PPS                      | 3.747           | 8,04%           | 1        | Estável |
| 45                       | PSDB                     | 1.860           | 3,99%           | 1        | 1       |
| 11                       | PP                       | 1.497           | 3,21%           | 1        | Estável |
| 65                       | PCdoB                    | 1.220           | 2,62%           | 1        | 1       |
| 25                       | DEM                      | 1.045           | 2,24%           | 1        | 1       |
| 15                       | PMDB                     | 2.563           | 5,5%            | 0        | 2       |
| 19                       | PTN                      | 2.207           | 4,73%           | 0        | -       |
| 40                       | PSB                      | 1.641           | 3,52%           | 0        | -       |
| 44                       | PRP                      | 1.393           | 2,99%           | 0        | -       |
| 14                       | PTB                      | 1.144           | 2,45%           | 0        | 2       |
| 17                       | PSL                      | 833             | 1,79%           | 0        | 1       |
| 21                       | PCB                      | 715             | 1,53%           | 0        | -       |
| 27                       | PSDC                     | 478             | 1,03%           | 0        | -       |
| 36                       | PTC                      | 445             | 0,95%           | 0        | -       |
| 20                       | PSC                      | 411             | 0,88%           | 0        | -       |
| 33                       | PMN                      | 282             | 0,6%            | 0        | -       |
| 31                       | PHS                      | 267             | 0,57%           | 0        | -       |
| 28                       | PRTB                     | 125             | 0,27%           | 0        | -       |
| 70                       | PTdoB                    | 50              | 0,11%           | 0        | -       |
| 43                       | PV                       | 6               | 0,01%           | 0        | -       |
| 54                       | PPL                      | 5               | 0,01%           | 0        | -       |
| Total de votos válidos   | Total de votos válidos   | 46.617          | 46.617          | 15       | 15      |
| Votos apurados           |                          |                 |                 | 15       | 15      |
| Total de votos válidos   | Total de votos válidos   | 46.617          | 98,04%          | 15       | 15      |
| Votos em branco          | Votos em branco          | 527             | 1,11%           | 15       | 15      |
| Votos nulos              | Votos nulos              | 405             | 0,85%           | 15       | 15      |
| Total de votos apurados  | Total de votos apurados  | 47.549          | 47.549          | 15       | 15      |
| Eleitores                |                          |                 |                 | 15       | 15      |
| Comparecimentos          | Comparecimentos          | 47.549          | 79,1%           | 15       | 15      |
| Abstenções               | Abstenções               | 12.561          | 20,9%           | 15       | 15      |
| Total de eleitores aptos | Total de eleitores aptos | 60.110          | 60.110          | 15       | 15      |
| Fontes:                  |                          |                 |                 |          |         |

### Vereadores eleitos
| Candidato(a) | Candidato(a)          | Partido | Votos | Votos       | Cidade de origem | Unidade federativa/País |
| Candidato(a) | Candidato(a)          | Partido | Total | Percentagem | Cidade de origem | Unidade federativa/País |
| ------------ | --------------------- | ------- | ----- | ----------- | ---------------- | ----------------------- |
|              | Dr. Marconde          | PR      | 1.613 | 3,73%       | Itacoatiara      | Amazonas                |
|              | A.I. Netto            | PSD     | 1.306 | 3,02%       | Manaus           | Amazonas                |
|              | Ney Nobre             | PRB     | 1.280 | 2,96%       | Itacoatiara      | Amazonas                |
|              | Bosco Rodrigues       | PP      | 1.215 | 2,81%       | Itacoatiara      | Amazonas                |
|              | Richardson Do Mutirão | PR      | 1.015 | 2,34%       | Itacoatiara      | Amazonas                |
|              | Badi Pacheco          | PRB     | 1.014 | 2,34%       | Autazes          | Amazonas                |
|              | Dário                 | PSDB    | 983   | 2,27%       | Tianguá          | Ceará                   |
|              | Raimundo Silva        | PSD     | 960   | 2,22%       | Itacoatiara      | Amazonas                |
|              | Arialdo               | PPS     | 942   | 2,18%       | Itacoatiara      | Amazonas                |
|              | Rosquilde             | PT      | 891   | 2,06%       | Itacoatiara      | Amazonas                |
|              | José Augusto          | PT      | 761   | 1,76%       | Tefé             | Amazonas                |
|              | Cheila Moreira        | PT      | 716   | 1,65%       | Itacoatiara      | Amazonas                |
|              | Rico                  | DEM     | 670   | 1,55%       | Manaus           | Amazonas                |
|              | Alcimar Filho         | PDT     | 596   | 1,38%       | Itacoatiara      | Amazonas                |
|              | Marcos Holanda        | PCdoB   | 422   | 0,97%       | Itacoatiara      | Amazonas                |
| Fontes:      |                       |         |       |             |                  |                         |